# Michael Joseph Edwards
Michael Joseph Edwards (* 23. Februar 1958) ist ein britischer Altphilologe.

## Leben
Mike Edwards ist Professor für Classics an der Universität Roehampton, London, wo er zuvor Leiter der Geisteswissenschaften war (2015–2017), und er ist auch ein Auslandsstipendiat der Alexander-Onassis-Stiftung (2017–2018). Zuvor war er Leiter der School of Classics an der University of Wales Trinity Saint David, und zuvor Direktor des Institute of Classical Studies an der Universität von London, wo er heute Senior Research Fellow und Professor für Classics an der Queen Mary University of London.
Sein Forschungsschwerpunkt sind Rhetorik, insbesondere die Reden der attischen Redner.

## Schriften (Auswahl)
- mit Stephen Usher: Antiphon & Lysias . Chicago 1985, ISBN 0-85668-246-2.
- Lysias. Five speeches. Speeches 1, 12, 19, 22, 30. Bristol 2000, ISBN 1-85399-447-2.
- The Attic orators. London 2004, ISBN 1-85399-413-8.
- Isaeus. Austin 2007, ISBN 0-292-71645-1.